# Pelargolichus didactylus
Genre
Espèce
Synonymes
- Xoloptes didactylus Trouessart & Mégnin, 1885
(protonyme)

Pelargolichus didactylus, unique représentant du genre Pelargolichus, est une espèce d'acariens de la famille des Pterolichidae.